# Principe de légalité en droit administratif
Le principe de légalité en droit administratif  est la subordination de l'État  à des règles de droit, qui déterminent les modalités de cette action ou des contestations que les administrés peuvent opposer à cette action.
Le principe de légalité découle de la séparation des pouvoirs.

## Par pays

### Canada
En droit canadien, le principe de légalité provient de la common law et de l'héritage constitutionnel britannique. Il est aussi contenu dans le préambule de la Charte canadienne des droits et libertés. Selon les auteurs Henri Brun et Guy Tremblay, le principe de la légalité a été dégagé par le constitutionnaliste A.V. Dicey et il peut être résumé en trois énoncés : « L'administration publique n'a d'autres pouvoirs que ceux que la loi lui attribue; Les pouvoirs de l'administration sont circonscrits; L'administration est soumise au droit. »

### France
En droit français, une telle subordination ne s’est pas imposée sans difficulté. Historiquement, l’État a manifesté une réticence à être soumis au droit et plus encore au contrôle d’un juge. Il existe encore des espaces de « non-droit » où l’administration n’est soumise qu’imparfaitement au droit. C’est le cas, en droit administratif français, des actes de gouvernement, qui ne peuvent être soumis au juge administratif ou des mesures d’ordre intérieur.

### Suisse
En droit suisse, la Constitution dispose à son article 5 que « le droit est la base et la limite de l'activité de l'État ». Lorsque l’État agit sans base légale, il viole l'interdiction de l'arbitraire.